# Liste der Gedenktafeln und Gedenksteine in Wien/Neubau
Diese Liste der Gedenktafeln und Gedenksteine in Wien/Neubau enthält die Gedenktafeln im öffentlichen Raum des 7. Wiener Gemeindebezirks Neubau. Hauptsächliche Basis dieser Liste ist „Wien Kulturgut“ (der digitale Kulturstadtplan der Stadt Wien). 
Neben den wandgebundenen Gedenktafeln sind auch die von der Stadt Wien als Denkmäler klassifizierten Gedenksteine angeführt. Andere Denkmäler sowie Kunstwerke im öffentlichen Raum sind unter Liste der Kunstwerke im öffentlichen Raum in Wien/Neubau zu finden.
Erinnerungssteine sind in Stationen der Erinnerung in Wien-Neubau angeführt.

## Gedenktafeln und Gedenksteine
| Foto |                 | Inschrift | Name                                                            | Typ         | Standort                                                     | Beschreibung                                                                                                  | Metadaten             |
| ---- | --------------- | --- | --------------------------------------------------------------- | ----------- | ------------------------------------------------------------ | --- | --------------------- |
| ja   | Datei hochladen | In diesem Hause wurde Friedrich R. v. Amerling am 14. April 1803 geboren Errichtet 1903 | Friedrich Amerling - Gedenktafel ID: 94429 viennatouristguide   | Gedenktafel | Stiftgasse 8 / Schrankgasse 1 Standort                       | Steintafel aus schwarzem Marmor (1903)                                                                        |                       |
| ja   | Datei hochladen | In diesem Hause schuf LUDWIG ANZENGRUBER 1879–1880 | Ludwig Anzengruber - Gedenktafel ID: 94460 viennatouristguide   | Gedenktafel | Stuckgasse 15 Standort                                       | |                       |
| ja   | Datei hochladen | Rudolf Beer 1889 1938 Theaterdirektor, Regisseur Schauspieler und Lehrer Er starb als Opfer des Nationalsozialismus gewidmet von seinen dankbaren Schülern und vom Volkstheater, dessen Direktor er von 1924 bis 1932 war | Rudolf Beer - Gedenktafel ID: 94461 viennatouristguide          | Gedenktafel | Arthur-Schnitzler-Platz 1 Standort                           | Ferdinand Welz, Bronzetafel mit Porträtrelief (1985)                                                          |                       |
| ja   | Datei hochladen | Hans Binder 13. 12. 1900 – 12. 3. 1975 Bezirksvorsteher-Stellvertreter des 7. Bezirkes 1954 – 1959 Landtagsabgeordneter und Gemeinderat 1959 − 1969 Bezirksobmann der SPÖ bis 1970 | Hans Binder - Gedenktafel                                       | Gedenktafel | Lindengasse 61–63 Standort                                   | Steintafel |                       |
| ja   | Datei hochladen | Die Druckerei Johann L.Bondi&Sohn, die bereits 1875 gegründet worden war, befand sich von 1895 bis 1980 an diesem Standort. 1945 erweiterte der Enkel des Firmengründers Franz Bondi das Unternehmen zu einem bedeutenden Fachzeitungsverlag Österreichs. 1980 übersiedelten Druckerei und Verlag infolge einer Betriebserweiterung unter der Leitung von Dr. Ludwig Bondi nach Perchtoldsdorf. Von 1986 bis 1999 befand sich hier das Atelier des aus Indien stammenden Malers Pravin Cherkoori. Wien, April, 2008 Bonus Dies | Druckerei Johann L.Bondi&Sohn - Gedenktafel                     | Gedenktafel | Zollergasse 17 Standort                                      | Steintafel |                       |
| ja   | Datei hochladen | In diesem Hause wurde am 10. Dezember 1814 der hochwürdige Prälat Dr. Sebastian Brunner geboren. „Dem allezeit getreuen Kämpfer für Deutschtum und christliche Weltanschauung.“ Das dankbare Wien. | Sebastian Brunner - Gedenktafel ID: 94447 viennatouristguide    | Gedenktafel | Kandlgasse 32 Standort                                       | Steintafel (1903)                                                                                             |                       |
| ja   | Datei hochladen | n diesem Haus wohnte der grosse christlich- demokratische Europäer Dr. Alcide de Gasperi 1881 - 1954 1911 - 1914 Österr. Reichsrats-Abgeordneter 1943 Begründer der Democrazia Cristiana 1945 - 1953 Italienischer Ministerpräsident Gewidmet vom Karl v. Vogelsang Institut im Jahre 1981 | Alcide de Gasperi - Gedenktafel ID: 94440 viennatouristguide    | Gedenktafel | Faßziehergasse 7 Standort                                    | Franz Aufhauser, Marmortafel (1981)                                                                           |                       |
| ja   | Datei hochladen | Emil Ertl wurde in diesem Hause am 11. März 1860 geboren | Emil Ertl - Gedenktafel viennatouristguide                      | Gedenktafel | Zieglergasse 33 Standort                                     | Steintafel mit Porträtrelief                                                                                  |                       |
| ja   | Datei hochladen | "Lob kann man sich erkaufen Neid muss man sich verdienen" Wohnhaus von Prof. KARL FARKAS Kabarettist und Autor geb. 28.10.1893 gest. 16.5.1971 gewidmet von der Kulturgemeinde Neubau | Karl Farkas - Gedenktafel ID: 94445 viennatouristguide          | Gedenktafel | Neustiftgasse 67–69 Standort                                 | Tafel aus Neuhauser Granit                                                                                    |                       |
| ja   | Datei hochladen | In diesem von ihm entworfenen Haus lebte der Architekt Max Fleischer (1841 Prostějov, Mähren – 1905 Wien) von 1890 bis zu seinem Tode. Er war bekannt für den Bau von Synagogen und einer der Bauführer am Wiener Rathaus. Er entwarf zahlreiche Wohnhäuser im 7. Bezirk und Gräber am Wiener Zentralfriedhof. Während des Novemberpogroms 1938 wurden alle von ihm geplanten Wiener Synagogen zerstört oder beschädigt. | Max Fleischer - Gedenktafel viennatouristguide                  | Gedenktafel | Neustiftgasse 64 Standort                                    | Plexiglastafel                                                                                                |                       |
| ja   | Datei hochladen | Die Gemälde dieser Kirche wurden nach den leitenden Gedanken des k.k. Professors Joseph Führich zur Darstellung gebracht von diesem im Vereine mit: Binder, Blaas, Dobiaschokfsky, Engerth, Kuppelwieser, Mayer, Schönmann, Schulz Die Ornamente entw. v. Nüll, gemalt v. Isella | Joseph Führich - Gedenktafel ID: 94506 viennatouristguide       | Gedenktafel | Schottenfeldgasse 99 (Altlerchenfelder Pfarrkirche) Standort | Bronzetafel mit Sandsteinfassung                                                                              |                       |
| ja   | Datei hochladen | In diesem Haus lebte bis 1941 Dr. Emil Geyer geboren 1872 in Svojkovice - 1942 in Mauthausen ermordet. 1912–1922 Direktor der Neuen Wiener Bühne, Förderer junger Dramatik, bedeutender Kunstsammler, Regisseur und 1926–1933 geschäftsführender Direktor an Max Reinhardts Theater in der Josefstadt, Inszenierungen am Volkstheater, hochgeschätzter Pädagoge und Leiter des Reinhardt-Seminars bis März 1938. | Emil Geyer - Gedenktafel ID: 97691 viennatouristguide           | Gedenktafel | Siebensterngasse 31 Standort                                 | Plexiglastafel (2010)                                                                                         |                       |
| ja   | Datei hochladen | gert jonke poet † 4-1-2009 was denn traeume, was denn schlaf? sind traeume denn auch raeume fuer den schlaf? raeumen traeume in den raeumen des schlafes auf? oder schlafen traeume in den schlafraeumen auch? | Gert Jonke - Gedenktafel ID: 94459 viennatouristguide           | Gedenktafel | Stuckgasse 8 Standort                                        | Steinplatte mit Metallbuchstaben (2011)                                                                       |                       |
| ja   | Datei hochladen | Ernst Juch Geb. 1838 in Gotha Gest. 1909 in Wien | Ernst Juch - Gedenktafel ID: 94443 viennatouristguide           | Gedenktafel | Kandlgasse 19–21 Standort                                    | Tafel mit Porträtrelief                                                                                       |                       |
| ja   | Datei hochladen | Bei der zweiten Belagerung Wien's durch die Türken im Jahre 1683 stand an dieser Stelle das Zelt Kara Mustaphas | Kara Mustafa - Gedenktafel ID: 94531                            | Gedenktafel | Neustiftgasse 32 Standort                                    | Von Reiterfigur bekrönte Steintafel. Die Angabe ist sachlich falsch: das Zelt befand sich auf der Schmelz     |                       |
| ja   | Datei hochladen | In diesem Haus wohnte der Maler GUSTAV KLIMT in den Jahren 1898 – 1918 Österreichische Gesellschaft für Denkmal- und Ortsbildpflege Verein Gedenkstätte Gustav Klimt | Gustav Klimt - Gedenktafel ID: 94463 viennatouristguide         | Gedenktafel | Westbahnstraße 36 Standort                                   | Metalltafel                                                                                                   |                       |
| ja   | Datei hochladen | ZUM GEDENKEN an Professor Doktor GEORG KOTEK 1889 1977 Dem Sammler, Erforscher und Pfleger von Volksmusik und Volkslied in Österreich, der von 1932 bis 1977 hier gewohnt hat. Das Österreichische Volksliedwerk Die Österreichische Gesellschaft für Volkslied- und Volkstanzpflege Der Verein für Volkskunde in Wien Das Wiener Volksliedwerk - Das Niederösterreichische Volksliedwerk Der Niederösterreichische Sängerbund - Das Bezirksmuseum Neubau Der österreichische Alpenverein - Sektion Voistaler | Georg Kotek - Gedenktafel ID: 94449 viennatouristguide          | Gedenktafel | Kirchengasse 41 Standort                                     | Heinz Klarmüller, Marmortafel mit Porträtrelief und Notendarstellung                                          |                       |
| ja   | Datei hochladen | In diesem Hause wohnte der österreichische Dichter Rudolf Jeremias Kreutz von 1919 bis zu seinem Tode im Jahre 1949 | Rudolf Jeremias Kreutz - Gedenktafel ID: 94453                  | Gedenktafel | Neubaugasse 71 Standort                                      | Steintafel (1957)                                                                                             |                       |
| ja   | Datei hochladen | 1875 - 1929 Rudolf Kronegger hat in diesem Hause seine schönsten Wienerlieder zum Lobe seiner Vaterstadt geschrieben Gesellschaft z. Hebung und Förderung der Wiener Volkskunst | Rudolf Kronegger - Gedenktafel ID: 94442 viennatouristguide     | Gedenktafel | Kandlgasse 13 Standort                                       | Karl Finz (Entwurf) und Josef Podebrel (Ausführung), Marmortafel mit Porträtrelief und Notendarstellung       |                       |
| ja   | Datei hochladen | In diesem Hause Kaiserstraße 99 Neustiftg. 112, früher mit der Bezeichnung Am Schottenfeld No. 54, stellte die Fleischselcher- und Fleischhauermeisterfamilie LAHNER von 1832 bis 1967 die nur in Wien als FRANKFURTER, auf der ganzen Welt jedoch als WIENER bekannten Würstel her. Der Dynastiegründer JOHANN GEORG LAHNER (1772-1845) aus Gasseldorf, einem kleinen Ort in Franken, Bayern, stammend, erlernte den Metzgerberuf in Frankfurt a. M. Auf der Walz nach Wien kommend, verblieb er in der Kaiserstadt und gründete Am Schottenfeld No. 272, heute Neustiftgasse 111 im Jahre 1804 eine eigene Selcherei. Dortselbst erzeugte er erstmals 1805 die weltbekannte Wurstfeinmischung LAHNER-Würstel, die er dann in dankbarer Erinnerung FRANKFURTER nannte. Gewidmet 1994 von der Landesinnung Wien der Fleischer | Johann Georg Lahner - Gedenktafel ID: 94441 viennatouristguide  | Gedenktafel | Kaiserstraße 99 Standort                                     | Steintafel (1994)                                                                                             |                       |
| ja   | Datei hochladen | In dem an dieser Stelle bis zum Jahre 1905 bestandenen Hause starb am 15. Jänner 1823 die Mutter Joseph Lanners, Anna Lanner, geb. Scherhauf. Errichtet 1906 vom Hauseigentümer Gustav Meindl über Anregung des Schriftstellers L. Wegmann | Anna Lanner - Gedenktafel ID: 94455                             | Gedenktafel | Neustiftgasse 51 Standort                                    | (1906) | Standort: im Hausflur |
| ja   | Datei hochladen | In diesem Hause wurde Joseph Lanner am 12. April 1801 geboren. | Josef Lanner - Gedenktafel ID: 94451 viennatouristguide         | Gedenktafel | Mechitaristengasse 5 Standort                                | Steintafel in Steinrahmung (1879)                                                                             |                       |
| ja   | Datei hochladen | Komm. Rat Otto Limanovsky Bezirksvorsteher von Neubau 1965 – 1978 lebte von 1907 – 1984 | Otto Limanovsky - Gedenktafel ID: 94462                         | Gedenktafel | Westbahnstraße 25 Standort                                   | Steintafel |                       |
| ja   | Datei hochladen | Zum Gedenken an Adolf Lukan Schauspieler am Wiener Volkstheater 1935 – 1994 | Adolf Lukan - Gedenkstein ID: 106223                            | Gedenkstein | Weghuberpark Standort                                        | Stein |                       |
| ja   | Datei hochladen | In diesem Hause lebte und wirkte Siegfried Marcus * 18. Sep. 1831 † 30. Juni 1898 In Gedenken an den Schöpfer des Automobils zu seinem 100. Todestag Gewidmet von der Österreichischen Gesellschaft für historisches Kraftfahrwesen und der Bundesinnung für Kraftfahrzeugtechniker | Siegfried Marcus - Gedenktafel                                  | Gedenktafel | Mondscheingasse 4 Standort                                   | Metalltafel mit Reliefdarstellung eines frühen Automobils (1998)                                              |                       |
| ja   | Datei hochladen | Diese Kirche wurde 1848 – 1861 erbaut nach den Plänen des Architekten Johann Georg Müller geb. Mosnang, St. Gallen, 15. Sept. 1822 gest. Wien., 2. Mai 1849 nach dessen Tode getreulich vollendet von FZ. Sitte unter der Oberleitung des k.k. Professors Van der Nüll. | Johann Georg Müller - Gedenktafel ID: 94507 viennatouristguide  | Gedenktafel | Schottenfeldgasse 99 (Altlerchenfelder Pfarrkirche) Standort | Bronzetafel mit Sandsteinfassung                                                                              |                       |
| BW   | Datei hochladen | An dieser Stelle traf sich in den Jahren der Naziherrschaft die Österreichische Freiheitsbewegung. Zur Erinnerung an sie und an ihren Gründer Josef Muzak der im April 1945 in die Fänge der SS geriet. | Josef Muzak - Gedenktafel ID: 94456                             | Gedenktafel | Neustiftgasse 92 Standort                                    | Tafel aus Nirosta-Stahl (2004)                                                                                |                       |
| ja   | Datei hochladen | An dieser Stelle stand bis 1886 das Haus in dem der Tanzkomponist und k. k. Redoutendirektor Michael Pamer geb. am 3. Sept. 1782, gest. am 4. Sept. 1827, der Vorläufer von J. Lanner und Strauss-Vater, bis zu seinem Tode im Jahre 1827 lebte. Gesellschaft der Freunde Wiens Bezirksvorstehung Neubau 1982 | Michael Pamer - Gedenktafel ID: 97212 viennatouristguide        | Gedenktafel | Neustiftgasse 5 Standort                                     | Steintafel (1982)                                                                                             |                       |
| ja   | Datei hochladen | Hier wirkte 1898–1920 Dominik Josef Peterlini † 8. April 1944 als Direktor der Chorgesangs- und Musikschule im katholischen Jünglingsverein "Maria-Hilf" und Gründer der "Peterlini- Sängerknaben". Gott zur Ehr', den Menschen zur Lehr'. Gewidmet 1970 von seinen dankbaren Schülern und Verehrern | Dominik Josef Peterlini - Gedenktafel viennatouristguide        | Gedenktafel | Westbahnstraße 40 Standort                                   | Metalltafel (1970)                                                                                            |                       |
| ja   | Datei hochladen | In den Jahren 1941 – 1945 leistete eine Gruppe engagierter Frauen und Männer unter der Leitung von Oskar Simak und Hans Zohar in zahlreichen Aktionen Widerstand gegen das nationalsozialistische Regime. Unter Einsatz ihres Lebens gelang es ihnen in den letzten Kriegstagen im April 1945, die Bombardierung Altlerchenfelds zu verhindern und damit das Leben unzähliger Menschen zu retten. In dankbarer Erinnerung Pfarre Altlerchenfeld Wien, 9. November 2012 | Oskar Simak und Hans Zohar - Gedenktafel                        | Gedenktafel | Mentergasse 13 Standort                                      | Steintafel (2012)                                                                                             |                       |
| ja   | Datei hochladen | "I bin a echter Weana"... In diesem Haus verstarb im Jahre 1911 der Wienerliederkomponist Johann Sioly Hum. Verein. Robert Posch | Johann Sioly - Gedenktafel ID: 94452                            | Gedenktafel | Myrthengasse 4 Standort                                      | Steintafel (1961)                                                                                             |                       |
| ja   | Datei hochladen | Jura Soyfer 1912 – 1939 In diesem Haus wohnte der Dramatiker und Lyriker Jura Soyfer. Er wurde am 17. November 1937 verhaftet. Am 16. Februar 1939 starb er im KZ Buchenwald. Mit ihm ging eine der grössten Hoffnungen der antifaschistischen Literatur in Österreich verloren. Und dennoch schliesst die Augen nicht! Dem Sturme blickt ins Angesicht Denn ihr sollt alles wissen! (Jura Soyfer) | Jura Soyfer - Gedenktafel                                       | Gedenktafel | Lindengasse 41 Standort                                      | Steintafel unter Plexiglas, daneben eine zweite Tafel mit der Reproduktion des letzten Meldezettels           |                       |
| ja   | Datei hochladen | An dieser Stelle stand das Geburtshaus von Johann Strauss Sohn geb. am 25. Oktober 1825 seinem Ehrenmitglied der Wiener Männergesangverein | Johann Strauss Sohn - Gedenktafel ID: 94517 viennatouristguide  | Gedenktafel | Lerchenfelder Straße 15 Standort                             | Gustav Gurschner, Steintafel mit Porträtrelief (1925)                                                         |                       |
| ja   | Datei hochladen | In diesem Hause lebte, wirkte u. starb der grosse Baukünstler Otto Wagner 1912–1918 Österreichische Gesellschaft für Architektur | Otto Wagner - Gedenktafel ID: 94439                             | Gedenktafel | Döblergasse 4 Standort                                       | Marmortafel                                                                                                   |                       |
| ja   | Datei hochladen | An dieser Stelle stand das Haus in welchem C. M. Ziehrer am 2. Mai 1843 geboren wurde Gewidmet vom Klub der alten Wiener 1932 | Carl Michael Ziehrer - Gedenktafel ID: 94464 viennatouristguide | Gedenktafel | Westbahnstraße 4 Standort                                    | Steintafel mit Darstellung einer Leier (1932)                                                                 |                       |
| ja   | Datei hochladen | In dem Hause, das früher an dieser Stelle stand starb am 25. August 1896 im 46. Lebensjahre WILHELM WIESBERG Wiener Volksdichter und Reformator des Wiener Volkssängertums Gestiftet zum 80. Geburtstage von d. G. z. H. u. F. der Wiener Volkskunst 14. Sept. 1930 | Wilhelm Wiesberg - Gedenktafel ID: 94438 viennatouristguide     | Gedenktafel | Burggasse 94 Standort                                        | Steintafel (1930)                                                                                             |                       |
| BW   | Datei hochladen | Se. Maj. Kaiser Franz Joseph I. geruhten Franz Bujatti’s Seidenzeug-Fabrik in diesem Hause durch Allerh. Besuch auszuzeichnen am 7. April Desgl. Ihre Maj. die Kaiserin Carolina Augusta am 9. April und Ihre kais. Hoheit die Frau Erzherzogin Sophie am 10. April 1862 | Bujattis Seidenfabrik - Gedenktafel ID: 94508                   | Gedenktafel | Zieglergasse 8 Standort                                      | Marmortafel (1862)                                                                                            |                       |
| ja   | Datei hochladen | In diesem Haus fand am 13. April 1945 die erste Zusammenkunft zur Gründung des Österreichischen Gewerkschaftsbundes statt. ÖGB | ÖGB - Gedenktafel ID: 94514                                     | Gedenktafel | Kenyongasse 3 Standort                                       | Tafel aus Impala                                                                                              |                       |
| BW   | Datei hochladen | In diesem 1746-1749 durch die Herzogin Maria Theresia von Savoyen geb. Fürstin Liechtenstein als Ritterakademie errichteten Gebäude war die auf Antrag des Prinzen Eugen 1717 von Kaiser Karl VI. gegründete K.K. INGENIEURAKADEMIE und später ihre Nachfolgeanstalt, die K.u.K. TECHNISCHE MILITÄRAKADEMIE von 1869–1904 untergebracht. Gewidmet vom Prinz Eugen Verband Technischer Militärakademiker und vom Bundesministerium für Landesverteidigung 1933 | Ritterakademie - Gedenktafel ID: 94524                          | Gedenktafel | Stiftgasse 2 (Stiftskaserne) Standort                        | Steintafel (1933)                                                                                             |                       |
| ja   | Datei hochladen | 1828 1928 dem Andenken des deutschen Liederfürsten Franz Schubert Neubauer Männergesangsverein | Schubertlinde-Gedenkstein                                       | Gedenkstein | Augustinplatz Standort                                       | Gedenkstein für die 1928 gepflanzte und 2022 für den U-Bahn-Ausbau gefällte Schubertlinde (1928)              |                       |
| ja   | Datei hochladen | Köszönettel emlékezünk Bécs lakosságának az 1956–os magyar forradalmat és szabadságharcot követöen tanúsíttot önzetlen ségitségére állíttota Bécs és Budapest Főváros őnkormányzata 2007–ben Zur Erinnerung an die selbstlose Hilfe durch die Wiener Bevölkerung nach der Revolution und dem Freiheitskampf Ungarns 1956 Errichtet im Jahre 2007 Die Stadt Wien und die Stadt Budapest | Gedenkstein für Wiener Hilfe für Ungarn 1956 ID: 71055          | Gedenkstein | Weghuberpark Standort                                        | Steintafel (2007)                                                                                             |                       |
| ja   | Datei hochladen | was keiner geglaubt haben wird, was keiner gewusst haben wird, was keiner geahnt haben durfte, das wird dann wieder das gewesen sein, was keiner gewollt haben wollte. erich fried zur erinnerung an die, von den nazis und ihren helferInnen, vertriebenen und ermordeten neubauer jüdinnen und juden. In der schottenfeldgasse 60 befand sich bis zum novemberpogrom 1938 ein jüdisches bethaus - eine Initiative der sozialistischen jugend neubau | Vereinsbethaus Neubau - Gedenktafel ID: 94522                   | Gedenktafel | Schottenfeldgasse 60 Standort                                | Stahlplatte. Der Text auf Hebräisch und Deutsch ist um 90° gedreht und als Reflexion auf der Hausmauer lesbar |                       |

## Ehemalige Gedenktafeln
| Foto |                 | Inschrift | Name                                        | Typ         | Standort                                           | Beschreibung                                       | Metadaten |
| ---- | --------------- | --- | ------------------------------------------- | ----------- | -------------------------------------------------- | -------------------------------------------------- | --------- |
| ja   | Datei hochladen | Josef Strauss 1827-1870 Komponist. Seine Wiener Tanzkompositionen reihen sich würdig den Schöpfungen seines älteren Bruders Johann Strauss an. | Josef Strauss - Gedenktafel ID: 94566       | Gedenktafel | Kaiserstraße 102–104 (Josef-Strauss-Park) Standort | Steintafel, an Ort und Stelle nicht mehr vorhanden |           |
| ja   | Datei hochladen | Ehemals Neubauer Kinderpark errichtet unter Bürgermeister Dr. Karl Lueger im Jahre 1904                                                        | Neubauer Kinderpark - Gedenktafel ID: 94567 | Gedenktafel | Kaiserstraße 102–104 (Josef-Strauss-Park) Standort | Steintafel, an Ort und Stelle nicht mehr vorhanden |           |